# ويلهلم فيشر (سياسي)
ويلهلم فيشر هو سياسي ألماني، ولد في 26 مارس 1904 في مدينة فورت في ألمانيا، وتوفي بنفس المكان في 21 أكتوبر 1951. نشط حزبياً في الحزب الديمقراطي الاجتماعي الألماني. وقد انتخب عضو مجلس الشورى الموحد لبافاريا ‏ وانتخب عضو في البوندستاغ الألماني خلال فترته النيابية ‏ (7 سبتمبر 1949 – 21 أكتوبر 1951).